# 朱安潏
萊陽榮康王朱安潏（1483年—1534年），明朝周藩第一代萊陽王，周惠王朱同䥝的庶第二十子。

## 生平
弘治七年（1494年）六月，獲賜名安潏。弘治十年（1497年）十一月，封萊陽王。
嘉靖十三年（1534年），朱安潏去世，享年五十二歲，諡號榮康。五年後，嫡長子朱睦桄襲爵。

## 家庭

### 妻
- 王妃卢氏，南城兵马副指挥卢钚长女

### 子
- 嫡長子：萊陽端定王朱睦桄[4]